# Temnoscelis waddeli
Temnoscelis waddeli là một loài bọ cánh cứng trong họ Cerambycidae.